# Elezioni generali in Bosnia ed Erzegovina del 2014
Le elezioni generali in Bosnia ed Erzegovina del 2014 si tennero il 12 ottobre per l'elezione della presidenza e il rinnovo dell'Assemblea parlamentare (Camera dei rappresentanti e Camera dei popoli).
Riguardo alle due entità federali, nella Federazione di Bosnia ed Erzegovina ebbero luogo le elezioni per il Parlamento (Camera dei rappresentanti e Camera dei popoli) e le elezioni cantonali; nella Repubblica Serba di Bosnia ed Erzegovina le elezioni presidenziali e le elezioni per l'Assemblea nazionale.
Le elezioni videro la vittoria dei candidati dei tre principali partiti nazionalisti etnici del paese (Bakir Izetbegović, del partito nazionalista musulmano SDA, Dragan Čović, del partito nazionalista croato HDZ, e Mladen Ivanić, dell'alleanza nazionalista serba SZP), lasciando la situazione politica sostanzialmente immutata, nonostante le violente proteste contro la classe politica del paese scoppiate nel mese di febbraio dello stesso anno.
L'affluenza alle urne è stata scarsa, sono infatti andati a votare solo il 54,1% degli aventi diritto, con un calo di due punti percentuali rispetto alle elezioni del 2010.

## Risultati nazionali

### Elezioni della presidenza

#### Comunità bosgnacca
| Candidati           | Partiti                                                    | Voti    | %     |
| ------------------- | ---------------------------------------------------------- | ------- | ----- |
| Bakir Izetbegović   | Partito d'Azione Democratica                               | 247 235 | 32,87 |
| Fahrudin Radončić   | Alleanza per un Futuro Migliore della Bosnia ed Erzegovina | 201 454 | 26,78 |
| Emir Suljagić       | Fronte Democratico                                         | 114 334 | 15,20 |
| Bakir Hadžiomerović | Partito Socialdemocratico di Bosnia ed Erzegovina          | 75 369  | 10,02 |
| Sefer Halilović     | Partito Patriottico di Bosnia ed Erzegovina                | 66 230  | 8,80  |
| Mustafa Cerić       | Indipendente                                               | 33 882  | 4,50  |
| Džebrail Bajramović | Partito della Diaspora di Bosnia ed Erzegovina             | 5 041   | 0,67  |
| Mirsad Kebo         | Indipendente                                               | 3 893   | 0,52  |
| Halil Tuzlić        | Indipendente                                               | 3 162   | 0,42  |
| Adil Žigić          | Indipendente                                               | 1 637   | 0,22  |
| Totale              | Totale                                                     | 752 237 | 100   |

#### Comunità serba
| Candidati         | Partiti                                               | Voti    | %     |
| ----------------- | ----------------------------------------------------- | ------- | ----- |
| Mladen Ivanić     | Alleanza per i Cambiamenti (SDS - PDP - SRS RS - PUP) | 317 799 | 48,70 |
| Željka Cvijanović | SNSD - DNS - SP                                       | 310 867 | 47,64 |
| Goran Zmijanjac   | Partito Politica Equa                                 | 23 936  | 3,67  |
| Totale            | Totale                                                | 652 602 | 100   |

#### Comunità croata
| Candidati     | Partiti                                           | Voti    | %     |
| ------------- | ------------------------------------------------- | ------- | ----- |
| Dragan Čović  | Unione Democratica Croata di Bosnia ed Erzegovina | 128 053 | 52,20 |
| Martin Raguž  | Unione Democratica Croata 1990                    | 94 695  | 38,60 |
| Živko Budimir | Partito della Giustizia e della Fiducia           | 15 368  | 6,27  |
| Anto Popović  | Fronte Democratico                                | 7 179   | 2,93  |
| Totale        | Totale                                            | 245 295 | 100   |

### Elezioni parlamentari

#### Camera dei rappresentanti
| Liste                                                      | F. BiH  | F. BiH | F. BiH | R. Srpske | R. Srpske | R. Srpske | Totale    | Totale | Totale |
| Liste                                                      | Voti    | %      | Seggi  | Voti      | %         | Seggi     | Voti      | %      | Seggi  |
| ---------------------------------------------------------- | ------- | ------ | ------ | --------- | --------- | --------- | --------- | ------ | ------ |
| Partito d'Azione Democratica                               | 274.057 | 27,87  | 9      | 31.337    | 4,88      | 1         | 305.394   | 18,73  | 10     |
| Alleanza dei Socialdemocratici Indipendenti                | 5.842   | 0,59   | -      | 249.182   | 38,48     | 6         | 255.024   | 15,64  | 6      |
| Partito Democratico Serbo                                  | N.D.    | N.D.   | N.D.   | 211.562   | 32,67     | 5         | 211.562   | 12,97  | 5      |
| Fronte Democratico                                         | 150.767 | 15,33  | 5      | N.D.      | N.D.      | N.D.      | 150.767   | 9,24   | 5      |
| Alleanza per un Futuro Migliore della Bosnia ed Erzegovina | 142.003 | 14,44  | 4      | N.D.      | N.D.      | N.D.      | 142.003   | 8,70   | 4      |
| HDZ - HSS - HKDU - HSP AS - HSP HB                         | 119.468 | 12,15  | 4      | 3.554     | 0,55      | -         | 123.022   | 7,54   | 4      |
| Partito Socialdemocratico di Bosnia ed Erzegovina          | 92.906  | 9,45   | 3      | 15.595    | 2,43      | -         | 108.501   | 6,66   | 3      |
| PDP - NDP                                                  | 194     | 0,02   | -      | 50.322    | 7,77      | 1         | 50.516    | 3,10   | 1      |
| Unione Democratica Croata 1990                             | 40.113  | 4,08   | 1      | N.D.      | N.D.      | N.D.      | 40.113    | 2,46   | 1      |
| Partito Patriottico di Bosnia ed Erzegovina                | 35.866  | 3,65   | 1      | 2.452     | 0,38      | -         | 38.318    | 2,35   | 1      |
| Alleanza Popolare Democratica                              | N.D.    | N.D.   | N.D.   | 37.052    | 5,72      | 1         | 37.052    | 2,27   | 1      |
| Partito per la Bosnia ed Erzegovina                        | 25.677  | 2,61   | -      | N.D.      | N.D.      | N.D.      | 25.677    | 1,57   | -      |
| Partito dell'Attività Democratica                          | 22.088  | 2,25   | 1      | N.D.      | N.D.      | N.D.      | 22.088    | 1,35   | 1      |
| Partito Socialista                                         | N.D.    | N.D.   | N.D.   | 18.729    | 2,89      | -         | 18.729    | 1,15   | -      |
| Insieme per i Cambiamenti (SPP - SDU - DNZ)                | 12.885  | 1,31   | -      | 3.421     | 0,53      | -         | 16.306    | 1,00   | -      |
| Partito Popolare del Lavoro per il Progresso               | 12.927  | 1,31   | -      | N.D.      | N.D.      | N.D.      | 12.927    | 0,79   | -      |
| Partito Progressista Serbo                                 | N.D.    | N.D.   | N.D.   | 11.421    | 1,76      | -         | 11.421    | 0,70   | -      |
| Naša Stranka                                               | 10.913  | 1,11   | -      | N.D.      | N.D.      | N.D.      | 10.913    | 0,67   | -      |
| Partito Politica Equa                                      | N.D.    | N.D.   | N.D.   | 9.762     | 1,51      | -         | 9.762     | 0,60   | -      |
| Partito Bosniaco                                           | 7.518   | 0,76   | -      | N.D.      | N.D.      | N.D.      | 7.518     | 0,46   | -      |
| Unione dei Socialdemocratici                               | 5.881   | 0,60   | -      | 853       | 0,13      | -         | 6.734     | 0,41   | -      |
| Partito Laburista di Bosnia ed Erzegovina                  | 5.731   | 0,58   | -      | N.D.      | N.D.      | N.D.      | 5.731     | 0,35   | -      |
| Forza Bosnia ed Erzegovina (HSP - DSI)                     | 5.475   | 0,56   | -      | N.D.      | N.D.      | N.D.      | 5.475     | 0,34   | -      |
| Partito Comunista                                          | 3.075   | 0,31   | -      | 1.976     | 0,30      | -         | 5.051     | 0,31   | -      |
| Alleanza Croata                                            | 4.718   | 0,48   | -      | N.D.      | N.D.      | N.D.      | 4.718     | 0,29   | -      |
| Partito della Diaspora di Bosnia ed Erzegovina             | 3.371   | 0,34   | -      | N.D.      | N.D.      | N.D.      | 3.371     | 0,21   | -      |
| Nuovo Movimento di Bosnia ed Erzegovina                    | 1.830   | 0,19   | -      | N.D.      | N.D.      | N.D.      | 1.830     | 0,11   | -      |
| Tomo Vukić                                                 | N.D.    | N.D.   | N.D.   | 397       | 0,06      | -         | 397       | 0,02   | -      |
| Totale                                                     | 983.305 |        | 28     | 647.615   |           | 14        | 1.630.920 |        | 42     |

#### Camera dei popoli
Per la Camera dei Popoli è prevista un'elezione di secondo grado: i suoi membri sono eletti dalle assemblee legislative della Federazione di Bosnia ed Erzegovina e della Repubblica Serba di Bosnia ed Erzegovina.

## Risultati nella Federazione di Bosnia ed Erzegovina

### Elezioni parlamentari

#### Camera dei rappresentanti
| Liste                                                      | Voti    | %     | Seggi |
| ---------------------------------------------------------- | ------- | ----- | ----- |
| Partito d'Azione Democratica                               | 275 728 | 27,79 | 29    |
| Alleanza per un Futuro Migliore della Bosnia ed Erzegovina | 145 946 | 14,71 | 16    |
| Fronte Democratico                                         | 125 058 | 12,60 | 14    |
| HDZ - HSS - HKDU - HSP AS - HSP HB                         | 118 375 | 11,93 | 12    |
| Partito Socialdemocratico di Bosnia ed Erzegovina          | 100 626 | 10,14 | 12    |
| Unione Democratica Croata 1990                             | 40 125  | 4,04  | 4     |
| Partito Patriottico di Bosnia ed Erzegovina                | 36 873  | 3,72  | 4     |
| Partito per la Bosnia ed Erzegovina                        | 32 790  | 3,30  | 3     |
| Partito dell'Attività Democratica                          | 22 334  | 2,25  | 2     |
| Naša Stranka                                               | 15 248  | 1,54  | 1     |
| Partito Popolare del Lavoro per il Progresso               | 15 121  | 1,52  | –     |
| Insieme per i Cambiamenti (SPP - SDU - SP/U - DNZ - LDS)   | 13 633  | 1,37  | –     |
| Forza Bosnia ed Erzegovina (HSP - DSI)                     | 6 775   | 0,68  | –     |
| Alleanza dei Socialdemocratici Indipendenti                | 6 669   | 0,67  | –     |
| Partito Bosniaco                                           | 6 162   | 0,62  | –     |
| Partito Laburista di Bosnia ed Erzegovina                  | 5 607   | 0,57  | 1     |
| Unione Socialdemocratica                                   | 4 751   | 0,48  | –     |
| Partito della Diaspora di Bosnia ed Erzegovina             | 4 422   | 0,45  | –     |
| Unione Croata (HKDU - HRAST)                               | 4 289   | 0,43  | –     |
| Partito Comunista                                          | 3 076   | 0,31  | –     |
| Altri <0,25%                                               | 5 734   | 0,58  | –     |
| Totale                                                     | 992 342 | 100   | 98    |

#### Camera dei popoli
È prevista un'elezione a doppio grado: i membri sono eletti dalle assemblee legislative cantonali.

### Elezioni cantonali
Ripartizione dei seggi per partito nei Cantoni della Federazione di Bosnia ed Erzegovina:
| Liste                                                      | USK | PŽ | TK | ZDK | BPK | SBK ŽSB | HNK ŽHN | ZHŽ | KS | K10 | Totale |
| ---------------------------------------------------------- | --- | -- | -- | --- | --- | ------- | ------- | --- | -- | --- | ------ |
| Partito d'Azione Democratica                               | 10  | 3  | 13 | 11  | 6   | 8       | 7       | -   | 10 | 2   | 70     |
| HDZ - HSS - HKDU - HSP HB                                  | -   | 7  | -  | 2   | -   | 8       | 11      | 14  | -  | 9   | 51     |
| Alleanza per un Futuro Migliore della Bosnia ed Erzegovina | 3   | 1  | 5  | 8   | 5   | 4       | 3       | -   | 7  | -   | 36     |
| Partito Socialdemocratico di Bosnia ed Erzegovina          | 4   | 1  | 6  | 4   | 2   | 4       | 3       | -   | 4  | -   | 29     |
| Fronte Democratico                                         | 4   | -  | 4  | 5   | 2   | 3       | 2       | -   | 7  | -   | 27     |
| Unione Democratica Croata 1990                             | -   | 7  | -  | -   | -   | 2       | 3       | 4   | -  | 4   | 20     |
| Partito dell'Attività Democratica                          | 6   | -  | -  | 2   | -   | -       | -       | -   | -  | -   | 9      |
| Partito Patriottico di Bosnia ed Erzegovina                | -   | -  | 2  | 1   | 1   | -       | 1       | -   | 2  | -   | 8      |
| Partito per la Bosnia ed Erzegovina                        | -   | -  | 3  | 2   | 2   | -       | -       | -   | -  | -   | 7      |
| Forza Bosnia ed Erzegovina (HSP - DSI - HSS SR)            | -   | 1  | -  | -   | -   | 1       | -       | 2   | -  | 2   | 6      |
| Partito Popolare del Lavoro per il Progresso               | -   | -  | 2  | -   | -   | -       | -       | 1   | -  | 2   | 5      |
| Naša Stranka                                               | -   | -  | -  | -   | -   | -       | -       | -   | 3  | -   | 3      |
| Alleanza dei Socialdemocratici Indipendenti                | -   | -  | -  | -   | -   | -       | -       | -   | -  | 3   | 3      |
| Partito Laburista di Bosnia ed Erzegovina                  | 2   | -  | -  | -   | -   | -       | -       | -   | -  | -   | 2      |
| Lista Indipendente Croata                                  | -   | -  | -  | -   | -   | -       | -       | -   | -  | 2   | 2      |
| Partito per una Goražde Migliore                           | -   | -  | -  | -   | 2   | -       | -       | -   | -  | -   | 2      |
| Partito Bosniaco                                           | -   | -  | -  | -   | -   | -       | -       | -   | 2  | -   | 2      |
| Insieme per i Cambiamenti (SPP - SP/U - DNZ)               | 1   | -  | -  | -   | -   | -       | -       | -   | -  | -   | 1      |
| Partito della Posavina                                     | -   | 1  | -  | -   | -   | -       | -       | -   | -  | -   | 1      |
| Partito Croato dei Diritti dr. Ante Starčević              | -   | -  | -  | -   | -   | -       | -       | 1   | -  | -   | 1      |
| Nuovo Movimento della Bosnia ed Erzegovina                 | -   | -  | -  | -   | 1   | -       | -       | -   | -  | -   | 1      |
| Partito della Diaspora di Bosnia ed Erzegovina             | -   | -  | -  | -   | 1   | -       | -       | -   | -  | -   | 1      |
| Partito Liberale di Bosnia ed Erzegovina                   | -   | -  | -  | -   | 1   | -       | -       | -   | -  | -   | 1      |
| Alleanza Croata                                            | -   | -  | -  | -   | -   | -       | -       | 1   | -  | -   | 1      |

## Risultati nella Repubblica Serba di Bosnia ed Erzegovina

### Elezioni presidenziali
| Candidati          | Partiti                                               | Voti    | %     |
| ------------------ | ----------------------------------------------------- | ------- | ----- |
| Milorad Dodik      | SNSD - DNS - SP                                       | 303 496 | 45,40 |
| Ognjen Tadić       | Alleanza per i Cambiamenti (SDS - PDP - SRS RS - PUP) | 296 021 | 44,28 |
| Ramiz Salkić       | Coalizione Patria (SZBH - SDA - HSP - SBB - DF)       | 24 994  | 3,74  |
| Sejfudin Tokić     | Partito dell'Attività Democratica                     | 11 312  | 1,69  |
| Dragomir Jovičić   | Partito Politica Equa                                 | 7 569   | 1,13  |
| Enes Suljkanović   | Partito Socialdemocratico di Bosnia ed Erzegovina     | 6 809   | 1,02  |
| Josip Jerković     | HDZ - HSS - HKDU - HSP HB                             | 6 562   | 0,98  |
| Emil Vlajki        | Partito della Giustizia Economica e Sociale           | 3 202   | 0,48  |
| Amir Horić         | Partito Patriottico di Bosnia ed Erzegovina           | 2 216   | 0,33  |
| Sanda Stojaković   | Partito Comunista                                     | 959     | 0,14  |
| Vladan Marković    | Indipendente                                          | 948     | 0,14  |
| Milko Stojanović   | Indipendente                                          | 873     | 0,13  |
| Ivo Blažanović     | Partito Democratico degli Invalidi                    | 812     | 0,12  |
| Mladen Nešković    | Indipendente                                          | 783     | 0,12  |
| Senad Bešić        | Indipendente                                          | 754     | 0,11  |
| Samir Palić        | Unione Socialdemocratica di Bosnia ed Erzegovina      | 605     | 0,09  |
| Toma Sedlo         | Partito della Giustizia e della Fiducia               | 582     | 0,09  |
| Indira Muharemović | Primo Partito                                         | 565     | 0,08  |
| Petrit Čenaj       | Indipendente                                          | 166     | 0,02  |
| Totale             | Totale                                                | 668 528 | 100   |

### Elezioni parlamentari
| Liste                                               | Voti    | %     | Seggi |
| --------------------------------------------------- | ------- | ----- | ----- |
| Alleanza dei Socialdemocratici Indipendenti         | 213 665 | 32,28 | 29    |
| Coalizione SDS - SRS RS - PUP                       | 173 824 | 26,26 | 24    |
| Coalizione DNS - NS - SRS                           | 61 016  | 9,22  | 8     |
| Partito del Progresso Democratico                   | 48 845  | 7,38  | 7     |
| Coalizione Patria (SDA - HSP BIH - SBiH - SBB - DF) | 34 583  | 5,22  | 5     |
| Movimento Democratico Nazionale                     | 33 977  | 5,13  | 5     |
| Partito Socialista                                  | 33 695  | 5,09  | 5     |
| Partito Progressista Serbo                          | 13 942  | 2,11  | –     |
| Partito Socialdemocratico di Bosnia ed Erzegovina   | 12 471  | 1,88  | –     |
| Lista per la Giustizia e l'Ordine                   | 8 874   | 1,34  | –     |
| Partito Politica Equa                               | 8 588   | 1,30  | –     |
| Militanti per una Nuova Politica                    | 3 385   | 0,51  | –     |
| Unione Democratica Croata 1990                      | 3 698   | 0,56  | –     |
| Partito Contadino                                   | 2 021   | 0,31  | –     |
| HDZ - HSS - HKDU - HSP HB                           | 1 810   | 0,27  | –     |
| Potere al Popolo                                    | 1 768   | 0,27  | –     |
| Partito Patriottico di Bosnia ed Erzegovina         | 1 141   | 0,17  | –     |
| Insieme per i Cambiamenti (SPP - SDU - DNZ - LDS)   | 1 060   | 0,16  | –     |
| Partito Comunista                                   | 936     | 0,14  | –     |
| Partito della Giustizia Economica e Sociale         | 484     | 0,07  | –     |
| Partito Popolare Unito                              | 475     | 0,07  | –     |
| Partito Democratico degli Invalidi                  | 172     | 0,03  | –     |
| Primo Partito                                       | 154     | 0,02  | –     |
| Partito Bosniaco                                    | 150     | 0,02  | –     |
| Unione Socialdemocratica                            | 121     | 0,02  | –     |
| Indipendenti                                        | 1 055   | 0,16  | –     |
| Totale                                              | 661 910 | 100   | 83    |